# 背徳者

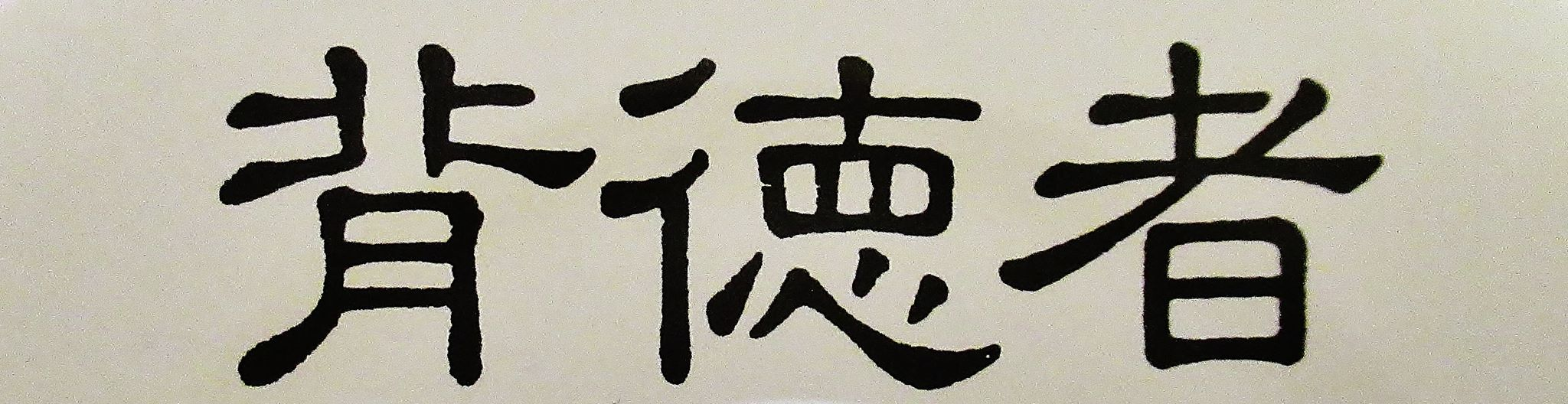
背徳者LOGOマーク

日本のポストパンク・バンド。英語表記は"HAITOKUSHA"。
1982年リーダのZAZA (Yasuyuki "Mazaza" Fujishiro) により結成された。

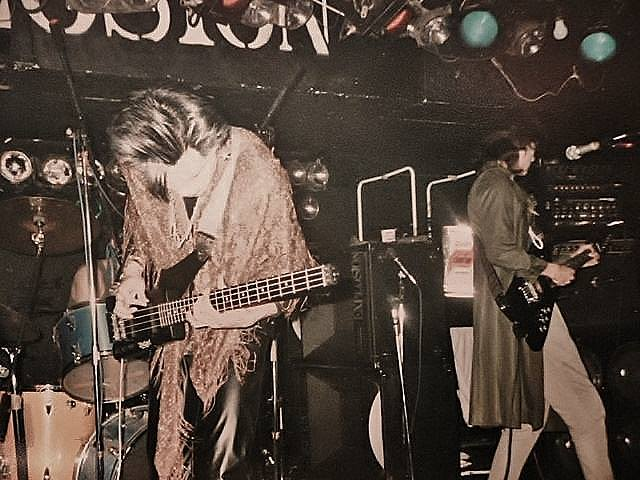
初期の頃のライヴ

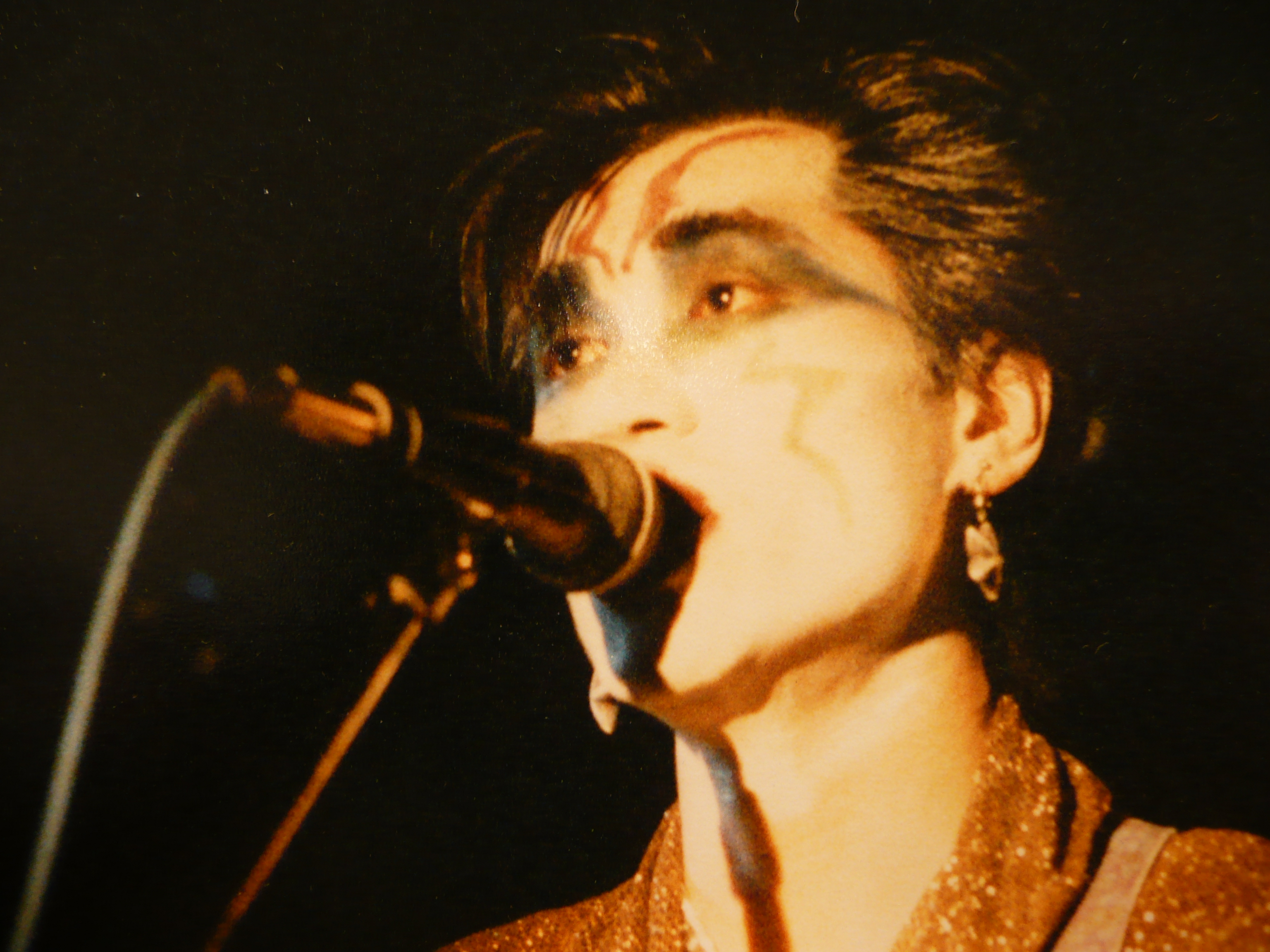
ZAZA(at 神楽坂Explosion)

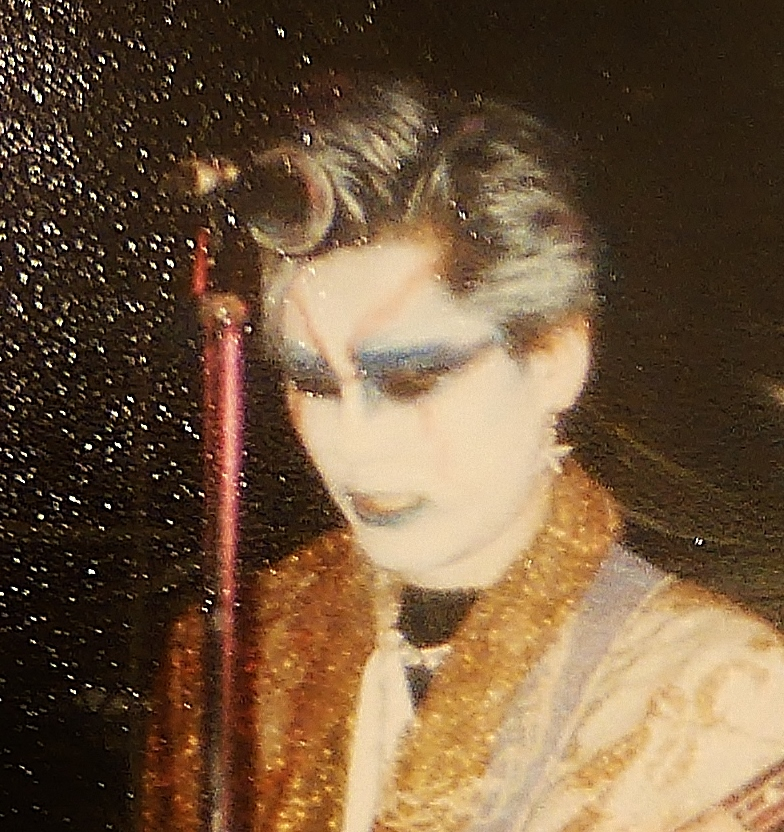
背徳者の白夜

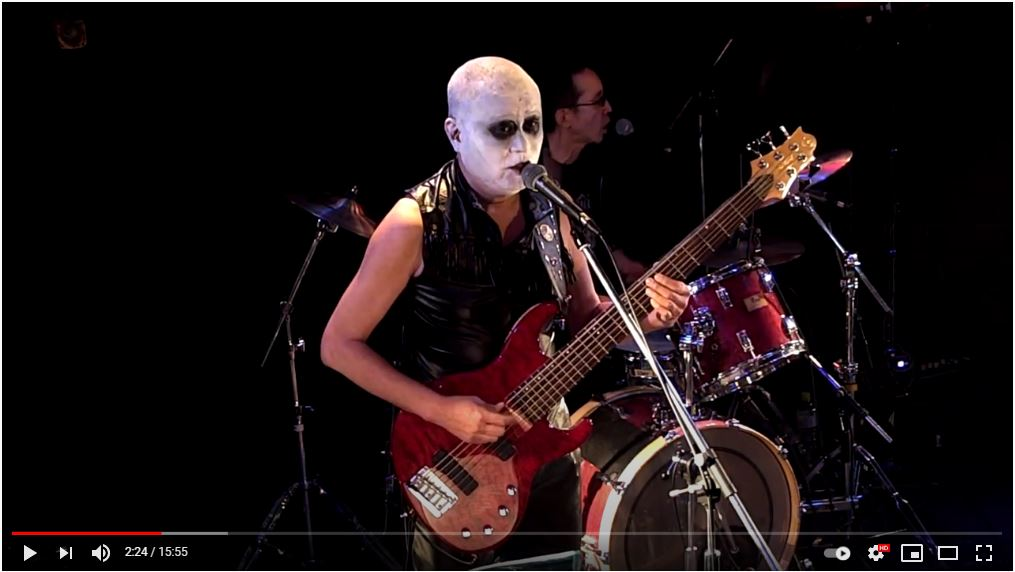
31,Mar.2019 GIG 謎のトライアングルVol.1 吉祥寺

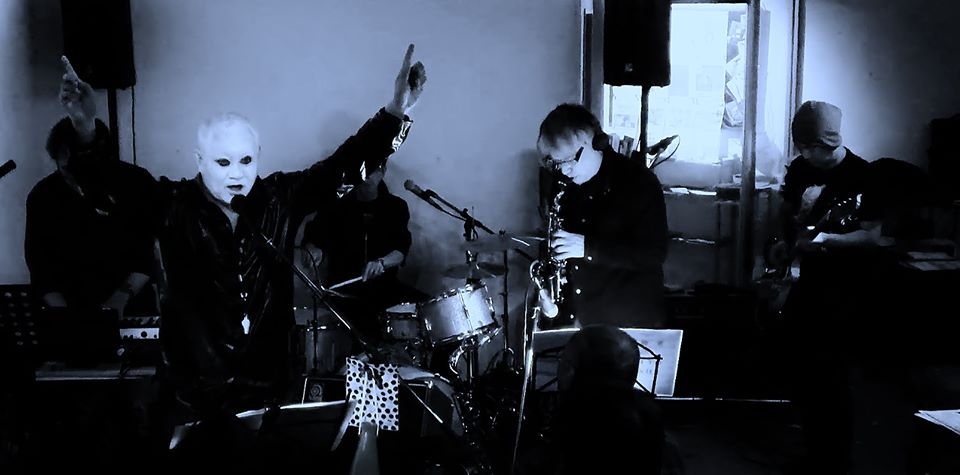
2020年2月　Cafe Flying Teapot オープニングのパフォーマンス

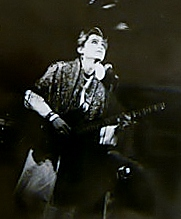
1985年新宿ロフト

音楽ジャンルとしては、パンク・ロック、アバンギャルドな先進的音楽観を持ったポストパンクとされており、プログレッシヴ・ロックのカン、NEU!、グル・グルに代表されるジャーマンロック（クラウトロック）からも多大な影響を受けている（リーダ本人のコメントより）。

## 結成

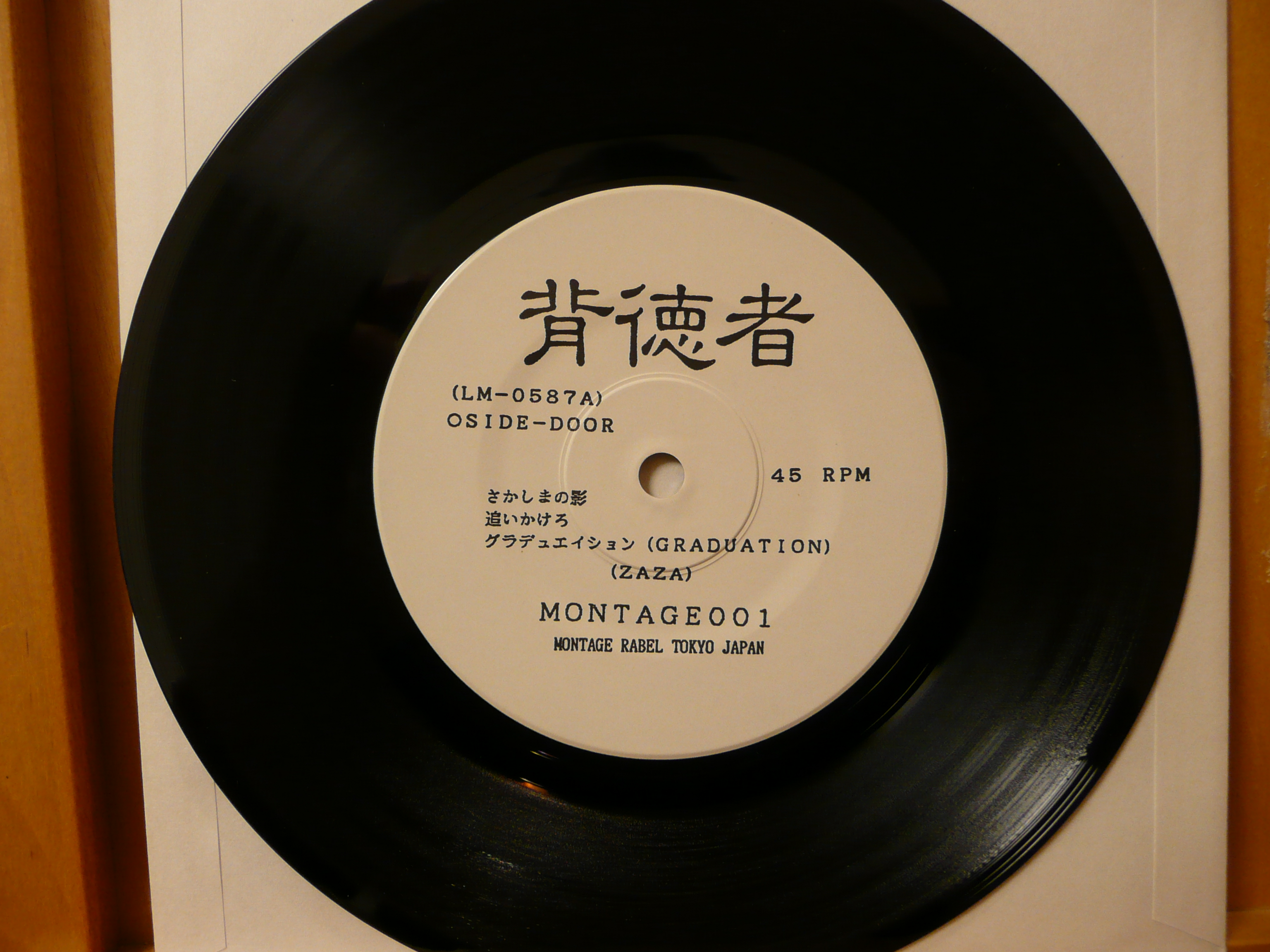
レコード盤面

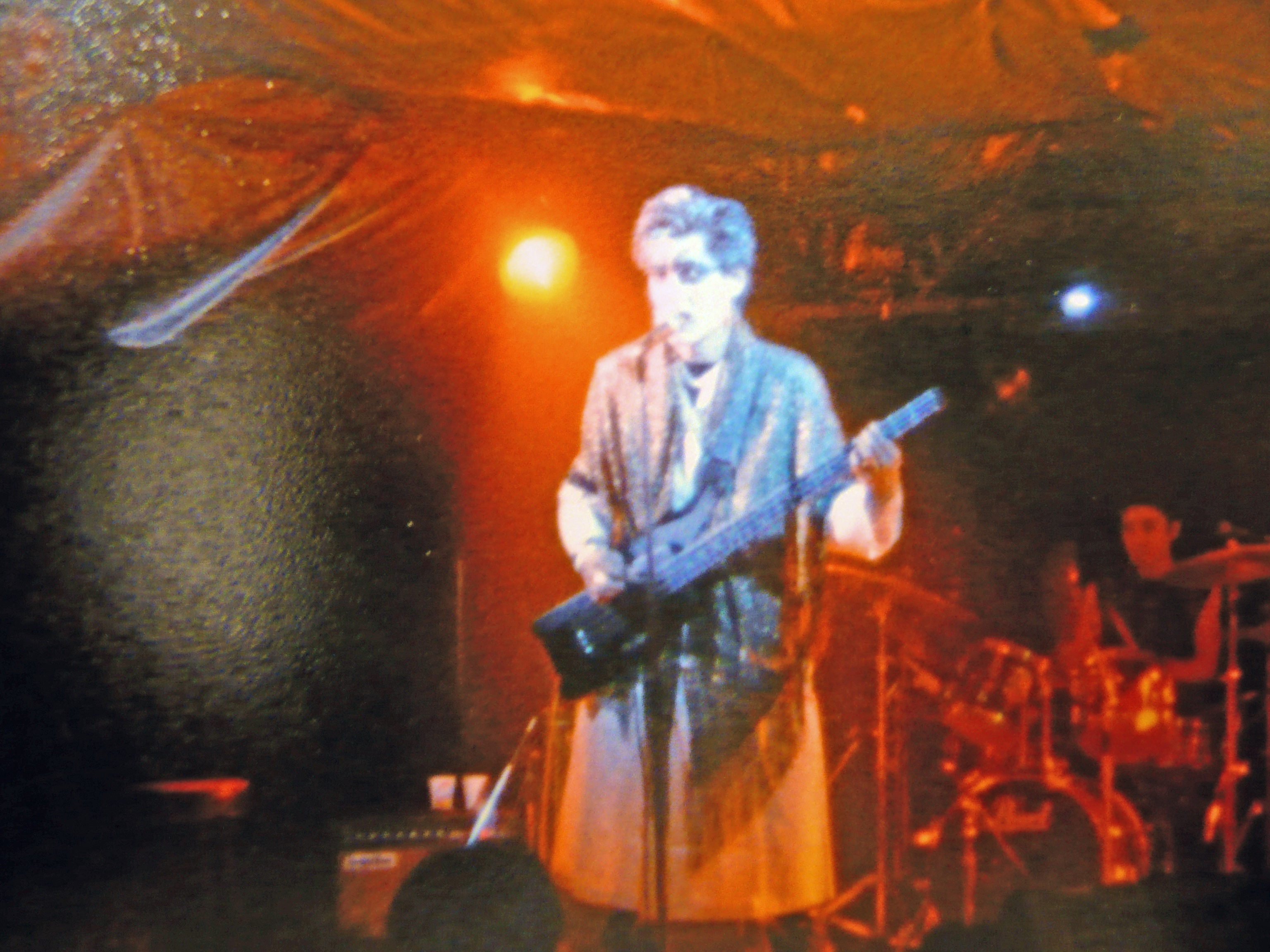
背徳者　レコード発売イベント 1985年

1981年、早稲田大学の学園祭にて初回演奏を行う。当時のメンバーは、ZAZA(Vocal,Bass)、森田敏夫(Guitar)、SETSU(Drums、女性)の３人編成。
1982年、伊藤英嗣(Guitars,Vocal,Chorus)、白石泰夫(Drums)へのメンバーチェンジをへて、早稲田大学劇団木霊アトリエにてサボテン（日本の女性ポスト・パンクロック・バンド）、ロル・コックスヒル(Lol Coxhill)らとライブ実施。女性バックバックコーラス担当の大津弥生(Chorus,Vocal)が参加することもあった。
1984年、LLEレーベルの企画によるオムニバス。レコード『A Slice Of Life』にて"Cold Living","Decision"を収録。

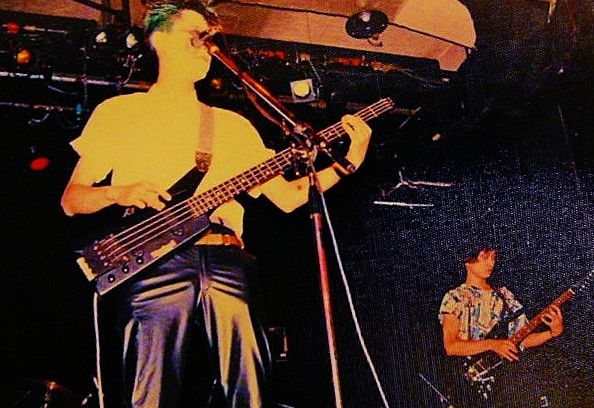
目黒鹿鳴館におけるパフォーマンス (1985)

1985年には、さらにギター担当が藤井フミオ(Guitar,Guitar Synthesizer,Devices)にメンバー交代し、Montage Recordsより1st EP"さかしまの影"/"追いかけろ"/"Graduation"(Montage-001)を発表。

ちなみに、この1st EPはDOLL 5月号増刊 パンク天国4 PUNK/NEW WAVE JAPAN 77 ...(発売日 : 2002/1/1)で取り上げられた。

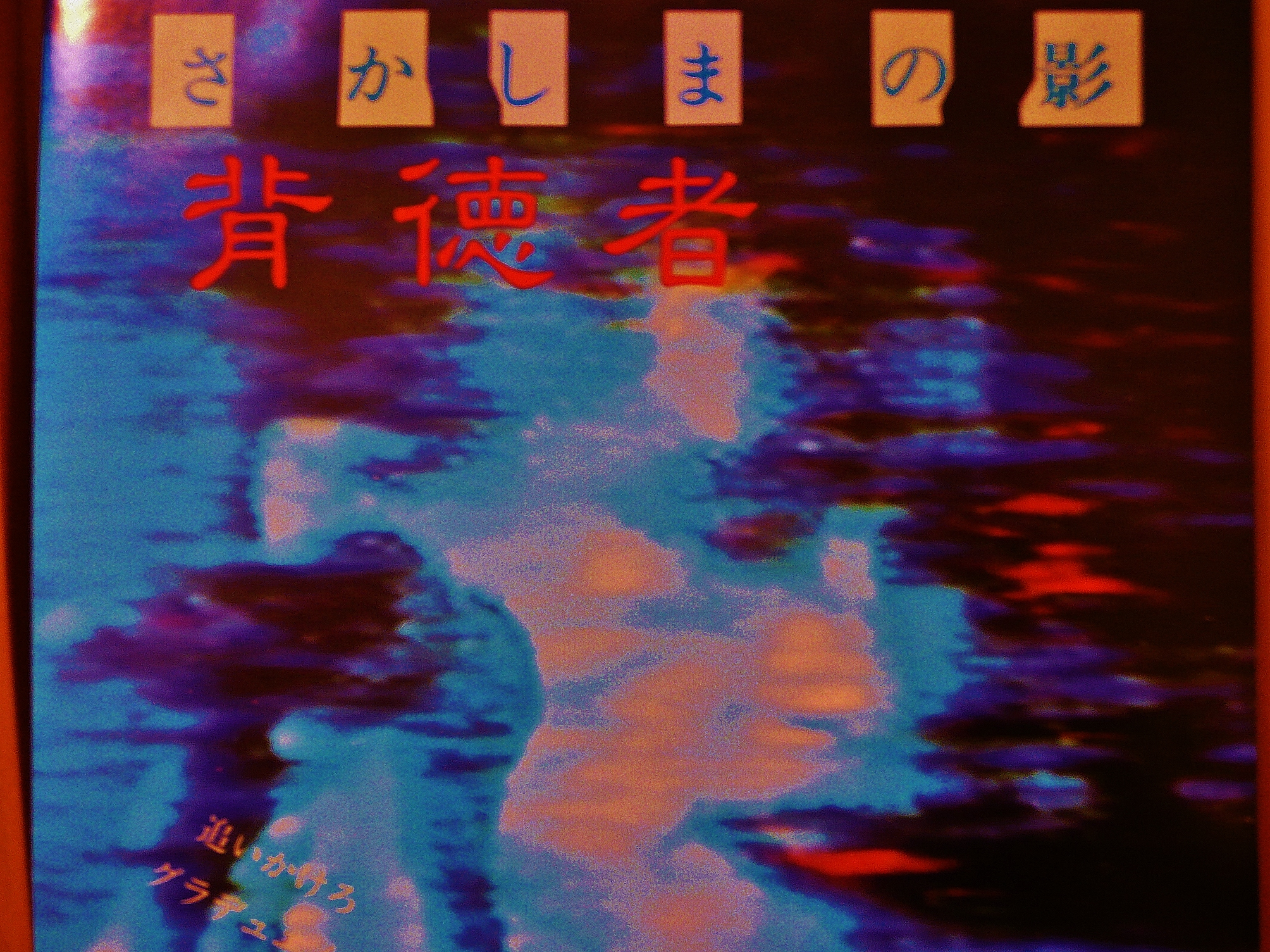
さかしまの影 "the shadow against the grain" 7inch Vinyl　1985.

## ライヴ活動

### 1980年代
新宿・目黒 周辺のライヴハウス（新宿JAM、新宿ロフト、神楽坂ロックハウスEXPLOSION、目黒鹿鳴館など）にて精力的なライブ活動をおこなう。　
主なな共演者は、リビドー(LIBIDO)、YBO2、MERZBOW、ばちかぶり、Z.O.A、吉田大作＆プロスティテュート、宮西計三、ゲンドウミサイル、DEA、再生工房、シュールリアリスティック・マンなど。
しかしながら、1988年以降は活動休止状態となる。

### 2010年代以降

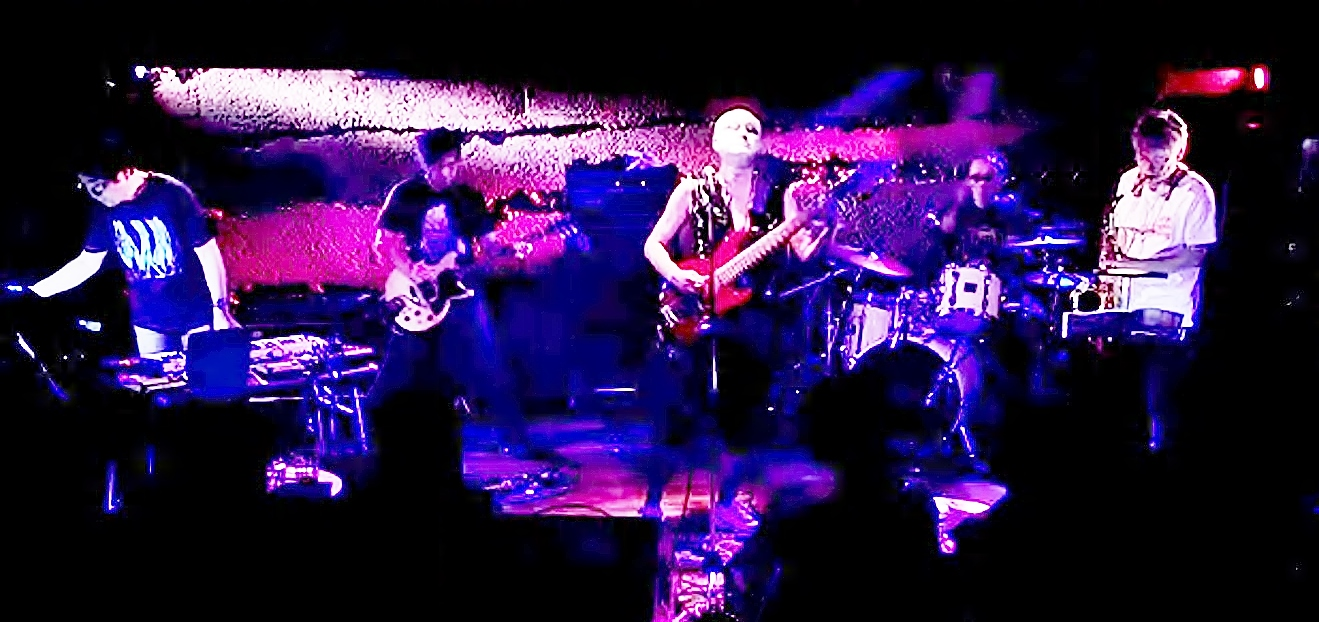
吉祥寺マンダラ２で演奏する背徳者

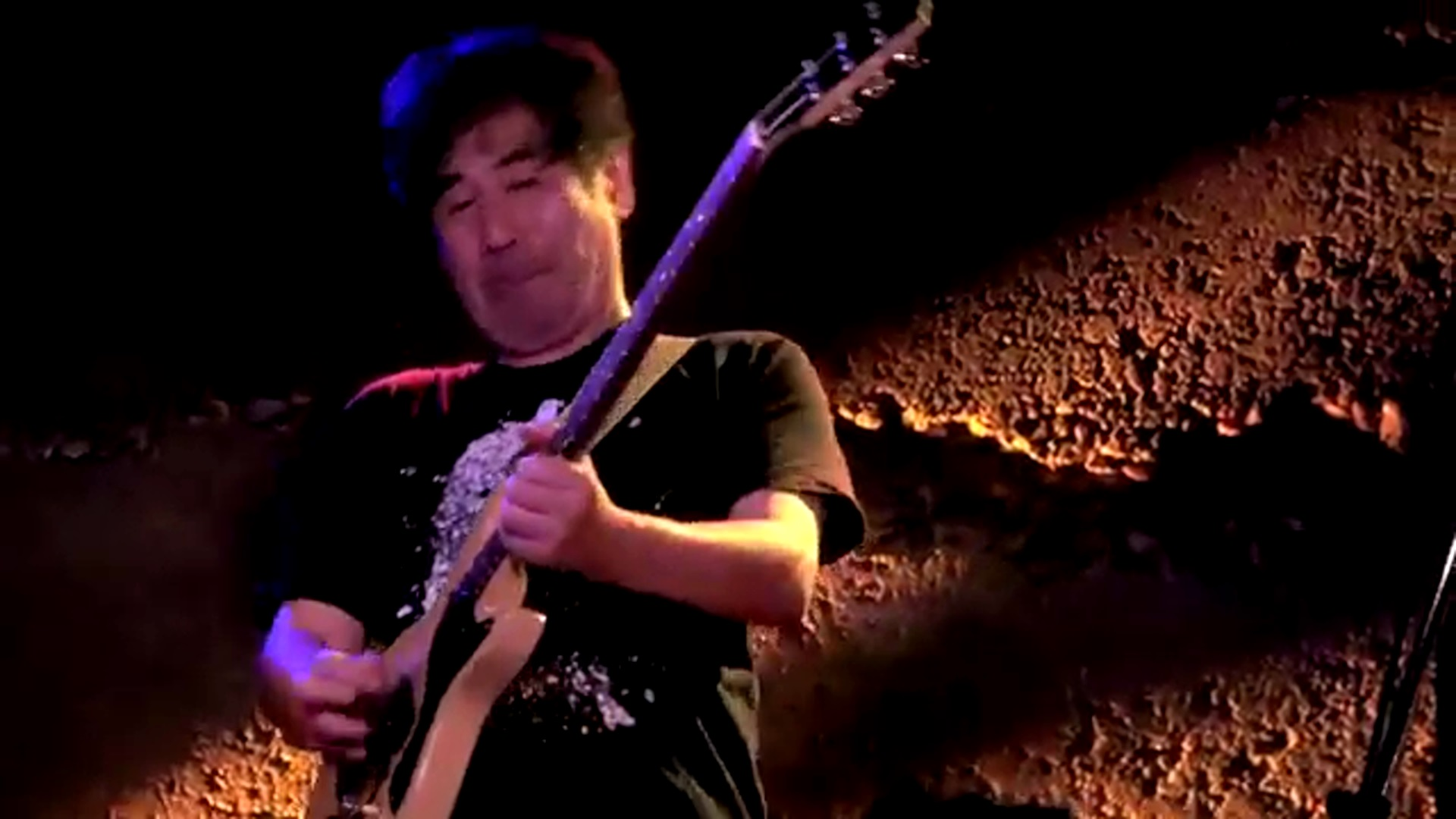
HAITOKUSHA at MANDA-LA2 on 20th,July,2019

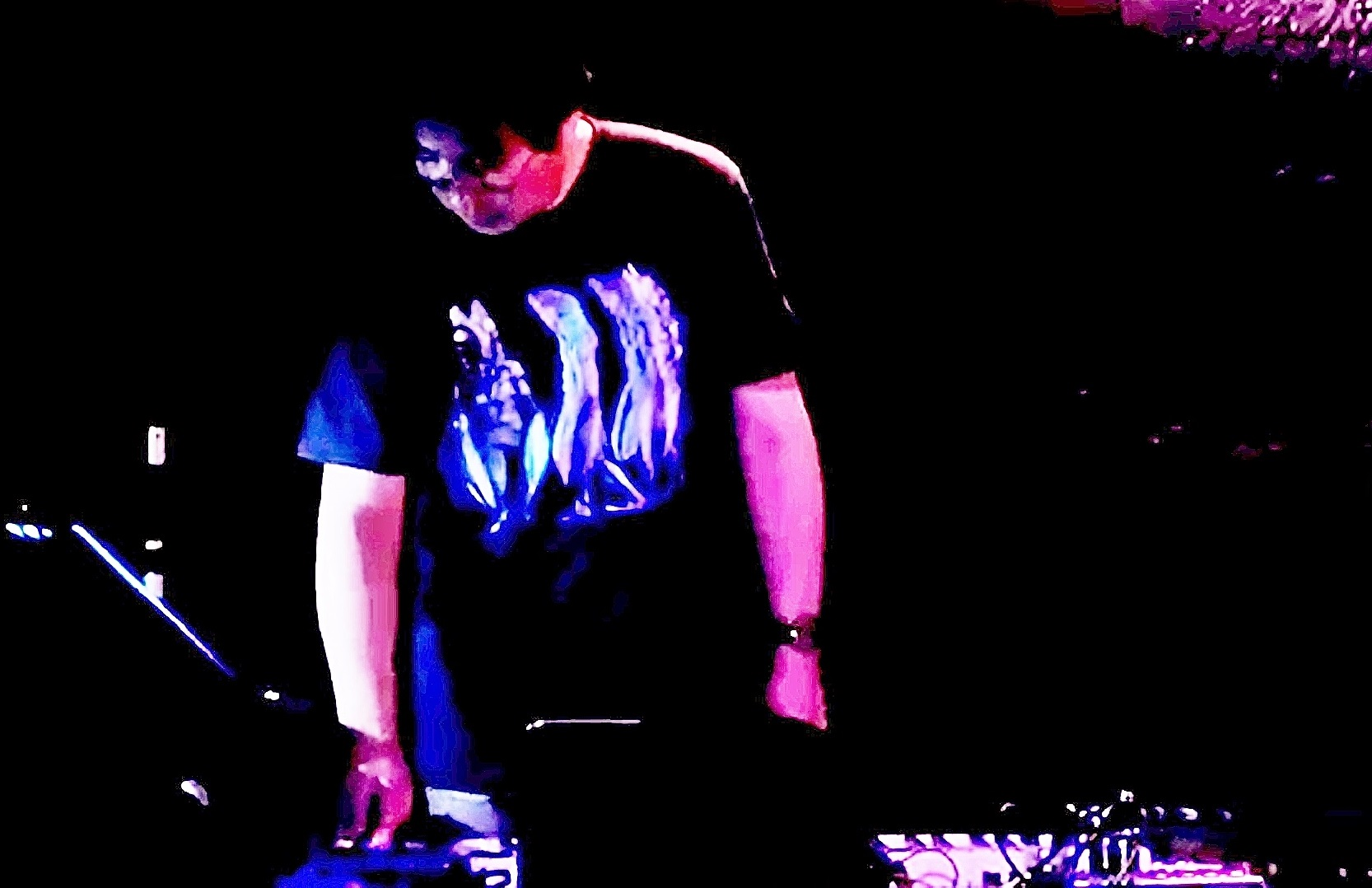
HAITOKUSHA at MANDA-LA2 on 20th,July,2019

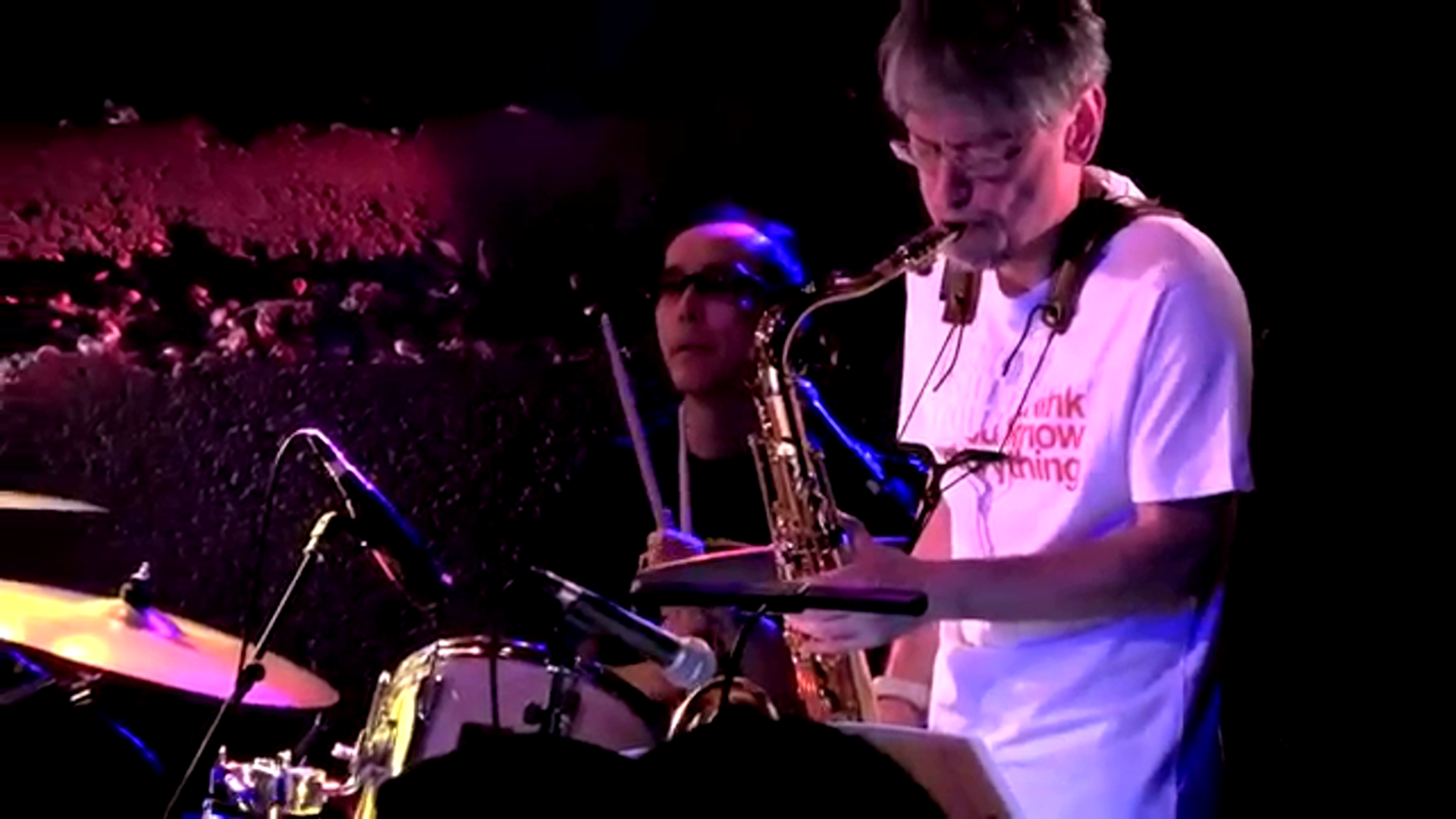
HAITOKUSHA at MANDA-LA2 on 20th,July,2019

2013年、既存メンバの白石泰夫(Drums)以外に新メンバーを募り、大森政人(Guitars、元ユニット３)、坂本理(sampler,psychedelic electronic devices、元Soft weed factor)、増子尚之(Saxophone、元Soft weed factor)の５人編成で突如活動再開する。音楽傾向も従来のポストパンクに加え、プログレッシヴ・ロック系の要素も多く取り入れることになる。2014年２月、吉祥寺シルバーエレファントにて復活ライブを行う。この時の対バンはまぼろしペイガンズ。
2018年、リーダのZAZA(MAZAZA) Yasuyukiと坂本理によるサイドプロジェクト、背徳トリゾイド(Haitoku-Trizoid)の活動も開始する。江古田Cafe Flying Teapotで定期的ライブ活動をおこなう。併行して背徳者も吉祥寺を拠点として吉祥寺シルバーエレファント、吉祥寺MANDA-LA2などでライヴ活動をおこなう。

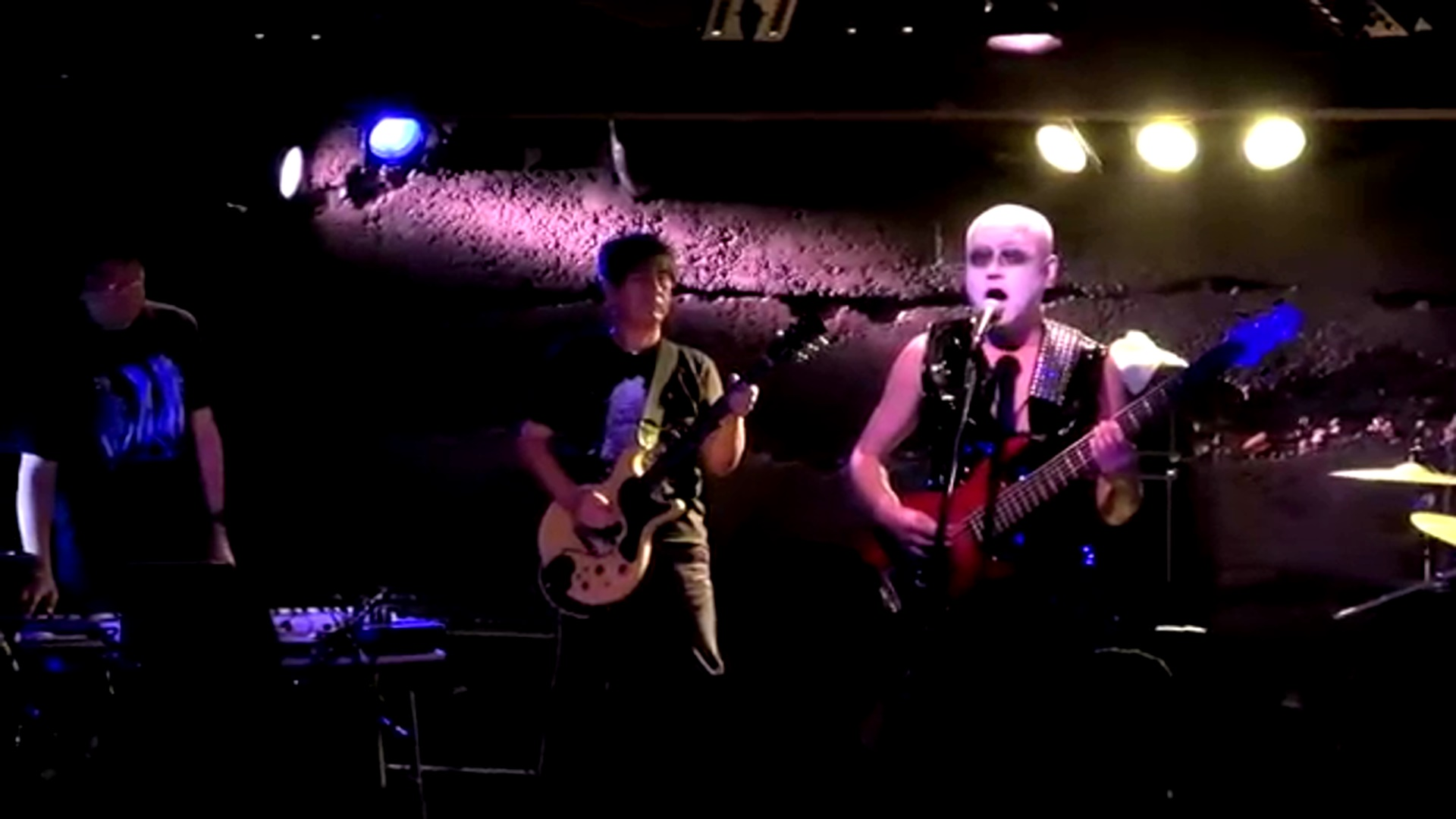
HAITOKUSHA at MANDA-LA2on 20th,July,2019